# Bataille de Sejnane
 (août 2014).
Si vous disposez d'ouvrages ou d'articles de référence ou si vous connaissez des sites web de qualité traitant du thème abordé ici, merci de compléter l'article en donnant les références utiles à sa vérifiabilité et en les liant à la section « Notes et références ».
Seconde Guerre mondiale
Batailles
- Course pour Tunis
- Ligne Mareth
- Sidi Bouzid
- Kasserine
- Sejnane
- Ochsenkopf
- Capri
- Ksar Ghilane
- Pugilist
- El Guettar
- Wadi Akarit
- Longstop Hill
- Hill 609
- Vulcan
- Flax
- Retribution
- Strike

La bataille de Sejnane oppose pendant la Seconde Guerre mondiale les alliés à l'Allemagne nazie et à l'Italie fasciste pour la possession de Sejnane, une ville située au nord de la Tunisie, sur la ligne de chemin de fer reliant Mateur au port de Bizerte. La bataille fait partie de la campagne de Tunisie.

## Première bataille (février-mars 1943)
La ville devient un lieu d'importance stratégique avec l'invasion de l'Afrique du Nord par les alliés. Après les premiers débarquements de l'opération Torch, la ruée des alliés vers Tunis est arrêtée par des parachutistes allemands dans les collines à l'est de Sejnane, en novembre 1942. Les troupes du huitième bataillon des Highlanders d'Argyll et de Sutherland sont prises dans une embuscade le 29 novembre, alors qu'elles avancent sur la route à travers les collines, leurs chars Bren Carrier détruits dans le no man's land devenant le sinistre symbole de l'impasse dans laquelle se trouvent les troupes alliées au cours des mois suivants de la campagne de Tunisie. Ces collines, connues des alliés sous le nom de Green Hill, Baldy et Sugarloaf, sont un obstacle à leur avancée vers le Nord, jusqu'en février 1943.
Comme l'écrit le correspondant de guerre Alan Moorehead dans son livre African Trilogy (Trilogie africaine) publié en 1944 : « Sejenane était une ville au bord du chemin de fer dans les forêts humides de liège sur la route de Mateur. Qui tenait Mateur tenait Bizerte, et qui tenait Green Hill et Baldy à l'extérieur de Sejenane tenait Mateur ».

## Seconde bataille (avril-mai 1943)
Les Alliés reprennent la ville au début d'avril 1943 et les environs le 12 avril.